# والیبال ۲۰۱۶
والیبال ۲۰۱۶ با نام دیگر والیبال مدرن یک بازی ویدئویی ایرانی در سبک ورزشی است. والیبال مدرن اولین بازی ورزشی تیمی ایرانی می‌باشد. این بازی در ۳ خرداد ۱۳۹۵ منتشر شد.

## گیم پلی بازی

### کلیات
در طراحی بخش گیم پلی، مکانیک‌ها طوری طراحی شده‌است که امکان پیشرفت در آن‌ها وجود داشته باشد. به عبارت دیگر هرکس بیشتر تمرین کند قوی تر است.
بخش تمرین بازی محل مناسبی برای تمرین کردن است و با انجام بازی دوستانه می‌توانید توانایی‌های خود را آزمایش کنید اگر با آمادگی بالایی رسیدید حالا وقت آن است که با تیم ملی خود جام‌ها را فتح کنید. در کل سعی این بازی بر این است تا رفت و برگشت‌های کم که یکی از ضعف‌های والیبال واقعی است اصلاح شود. در بازی والیبال مدن شاهد رفت و برگشت‌های بیشتری خواهیم بود، که به جذابیت بازی اضافه می‌کند.

### گزارش
کیومرث کرده کار گزارشگری بازی والیبال مدرن را انجام داده‌است. در شبیه‌سازی این گزارش اسامی تمام بازیکنان حاضر در بازی که شامل ۳۲ تیم ملی و تقریباً ۴۰۰ بازیکن می‌شود، با حالت‌های مختلف بیان شده‌است.

## جایزه‌ها
- بهترین بازی ورزشی از اولین جشنواره ملی بازی‌های رایانه‌ای جوانان
- بهترین بازی از نگاه فنی از هشتمین جشنواره ملی رسانه‌های دیجیتال